# Temporada 1983-84 de los Milwaukee Bucks
La temporada 1983-84 fue la decimosexta de los Milwaukee Bucks en la NBA. La temporada regular acabó con 50 victorias y 32 derrotas, ocupando el segundo puesto de la Conferencia Este, clasificándose para los playoffs, en los que cayeron en las finales de conferencia ante los Boston Celtics.

## Elecciones en elDraft
| Ronda | Puesto | Jugador      | Posición | Nacionalidad   | Universidad |
| ----- | ------ | ------------ | -------- | -------------- | ----------- |
| 1     | 18     | Randy Breuer | Pívot    | Estados Unidos | Minnesota   |
| 2     | 41     | Ted Kitchel  | Alero    | Estados Unidos | Indiana     |
| 9     | 202    | Bill Varner  | Alero    | Estados Unidos | Notre Dame  |

## Temporada regular
| División Central    | División Central | División Central | División Central | División Central | División Central | División Central | División Central | División Central |
| Equipo              | G                | P                | %                | PD               | Casa             | Fuera            | Div              |                  |
| ------------------- | ---------------- | ---------------- | ---------------- | ---------------- | ---------------- | ---------------- | ---------------- | ---------------- |
| y-Milwaukee Bucks   | 50               | 32               | .610             | –                | 30–11            | 20–21            | 19–10            |                  |
| x-Detroit Pistons   | 49               | 33               | .598             | 1                | 30–11            | 19–22            | 21–8             |                  |
| x-Atlanta Hawks     | 40               | 42               | .488             | 10               | 31–10            | 9–32             | 16–14            |                  |
| Cleveland Cavaliers | 28               | 54               | .341             | 22               | 23–18            | 5–36             | 11–19            |                  |
| Chicago Bulls       | 27               | 55               | .329             | 23               | 18–23            | 9–32             | 10–20            |                  |
| Indiana Pacers      | 26               | 56               | .317             | 24               | 20–21            | 6–35             | 12–18            |                  |

## Playoffs

### Primera ronda
Milwaukee Bucks vs. Atlanta Hawks 
| Fecha       | Partido                               | Ciudad    |
| ----------- | ------------------------------------- | --------- |
| 17 de abril | Milwaukee Bucks 105, Atlanta Hawks 89 | Milwaukee |
| 19 de abril | Milwaukee Bucks 101, Atlanta Hawks 87 | Milwaukee |
| 21 de abril | Atlanta Hawks 103, Milwaukee Bucks 97 | Atlanta   |
| 24 de abril | Atlanta Hawks 100, Milwaukee Bucks 97 | Atlanta   |
| 26 de abril | Milwaukee Bucks 118, Atlanta Hawks 89 | Milwaukee |
|             | Milwaukee Bucks gana las series 3-2   |           |

## Playoffs

### Semifinales de Conferencia
Milwaukee Bucks vs. New Jersey Nets
| Fecha       | Partido                                  | Ciudad       |
| ----------- | ---------------------------------------- | ------------ |
| 29 de abril | Milwaukee Bucks 100, New Jersey Nets 106 | Milwaukee    |
| 1 de mayo   | Milwaukee Bucks 98, New Jersey Nets 94   | Milwaukee    |
| 3 de mayo   | New Jersey Nets 93, Milwaukee Bucks 100  | Nueva Jersey |
| 5 de mayo   | New Jersey Nets 106, Milwaukee Bucks 99  | Nueva Jersey |
| 8 de mayo   | Milwaukee Bucks 94, New Jersey Nets 82   | Milwaukee    |
| 10 de mayo  | New Jersey Nets 97, Milwaukee Bucks 98   | Nueva Jersey |
|             | Milwaukee Bucks gana las series 4-2      |              |

### Finales de Conferencia
Boston Celtics vs. Milwaukee Bucks
| Fecha      | Partido                                 | Ciudad    |
| ---------- | --------------------------------------- | --------- |
| 15 de mayo | Boston Celtics 119, Milwaukee Bucks 96  | Boston    |
| 17 de mayo | Boston Celtics 125, Milwaukee Bucks 110 | Boston    |
| 19 de mayo | Milwaukee Bucks 100, Boston Celtics 109 | Milwaukee |
| 21 de mayo | Milwaukee Bucks 122, Boston Celtics 113 | Milwaukee |
| 23 de mayo | Boston Celtics 115, Milwaukee Bucks 108 | Boston    |
|            | Boston Celtics gana las series 4-1      |           |

## Estadísticas
| Rk | Jugador          | Edad | P  | PT | MP   | TC  | TCI  | %TC   | T3  | T3I | %T3  | TL  | TLI | %TL  | RO  | RD  | RT  | AS  | RB  | TAP | BP  | FP  | PTS  |
| -- | ---------------- | ---- | -- | -- | ---- | --- | ---- | ----- | --- | --- | ---- | --- | --- | ---- | --- | --- | --- | --- | --- | --- | --- | --- | ---- |
| 1  | Sidney Moncrief  | 26   | 79 | 79 | 38.9 | 7.1 | 14.2 | .498  | 0.1 | 0.2 | .278 | 6.7 | 7.9 | .848 | 2.7 | 4.0 | 6.7 | 4.5 | 1.4 | 0.3 | 2.7 | 2.6 | 20.9 |
| 2  | Marques Johnson  | 27   | 74 | 74 | 36.7 | 8.7 | 17.4 | .502  | 0.0 | 0.2 | .154 | 3.3 | 4.6 | .709 | 2.3 | 4.1 | 6.5 | 4.3 | 1.6 | 0.6 | 2.4 | 2.6 | 20.7 |
| 3  | Junior Bridgeman | 30   | 81 | 10 | 30.0 | 6.3 | 13.5 | .465  | 0.1 | 0.4 | .194 | 2.4 | 3.0 | .807 | 1.0 | 3.1 | 4.1 | 3.3 | 0.7 | 0.2 | 1.8 | 2.8 | 15.1 |
| 4  | Bob Lanier       | 35   | 72 | 72 | 27.9 | 5.4 | 9.5  | .572  | 0.0 | 0.0 | .000 | 2.7 | 3.8 | .708 | 2.0 | 4.4 | 6.3 | 2.6 | 0.8 | 0.7 | 2.3 | 3.2 | 13.6 |
| 5  | Mike Dunleavy    | 29   | 17 | 12 | 23.8 | 4.1 | 7.5  | .551  | 1.1 | 2.6 | .422 | 1.9 | 2.4 | .800 | 0.4 | 1.3 | 1.6 | 4.6 | 0.7 | 0.1 | 2.1 | 3.0 | 11.2 |
| 6  | Alton Lister     | 25   | 82 | 72 | 23.8 | 3.1 | 6.2  | .500  | 0.0 | 0.0 |      | 1.4 | 2.2 | .626 | 1.9 | 5.5 | 7.4 | 1.3 | 0.5 | 1.7 | 1.9 | 4.0 | 7.6  |
| 7  | Tiny Archibald   | 35   | 46 | 46 | 22.6 | 3.0 | 6.1  | .487  | 0.1 | 0.4 | .222 | 1.4 | 2.2 | .634 | 0.3 | 1.3 | 1.7 | 3.5 | 0.7 | 0.0 | 1.7 | 1.7 | 7.4  |
| 8  | Paul Pressey     | 25   | 81 | 18 | 21.4 | 3.4 | 6.5  | .523  | 0.0 | 0.1 | .222 | 1.5 | 2.5 | .600 | 1.3 | 2.2 | 3.5 | 3.1 | 1.1 | 0.6 | 1.9 | 3.0 | 8.3  |
| 9  | Charlie Criss    | 35   | 6  | 0  | 17.8 | 1.8 | 5.0  | .367  | 0.2 | 1.0 | .167 | 1.2 | 1.8 | .636 | 0.3 | 1.2 | 1.5 | 2.8 | 0.8 | 0.0 | 0.7 | 1.2 | 5.0  |
| 10 | Harvey Catchings | 32   | 69 | 3  | 16.8 | 0.9 | 2.2  | .399  | 0.0 | 0.0 | .000 | 0.3 | 0.6 | .524 | 1.3 | 2.6 | 3.9 | 0.6 | 0.4 | 1.2 | 0.8 | 2.5 | 2.1  |
| 11 | Lorenzo Romar    | 25   | 65 | 9  | 15.5 | 2.4 | 5.3  | .460  | 0.1 | 0.5 | .125 | 1.0 | 1.4 | .722 | 0.3 | 1.1 | 1.4 | 3.0 | 0.8 | 0.1 | 1.0 | 1.2 | 6.0  |
| 12 | Kevin Grevey     | 30   | 64 | 3  | 14.4 | 2.8 | 6.2  | .451  | 0.2 | 0.8 | .283 | 1.2 | 1.3 | .893 | 0.5 | 0.8 | 1.3 | 1.2 | 0.4 | 0.1 | 0.7 | 1.5 | 7.0  |
| 13 | Paul Mokeski     | 27   | 68 | 4  | 12.3 | 1.5 | 3.1  | .479  | 0.0 | 0.0 | .333 | 0.7 | 1.1 | .694 | 0.8 | 1.7 | 2.4 | 0.6 | 0.2 | 0.4 | 0.6 | 2.5 | 3.8  |
| 14 | Randy Breuer     | 23   | 57 | 8  | 8.3  | 1.2 | 3.1  | .384  | 0.0 | 0.0 |      | 0.6 | 0.8 | .696 | 0.8 | 1.1 | 1.9 | 0.3 | 0.2 | 0.7 | 0.6 | 1.7 | 2.9  |
| 15 | Rory White       | 24   | 8  | 0  | 5.6  | 0.9 | 2.1  | .412  | 0.0 | 0.0 |      | 0.3 | 0.6 | .400 | 0.6 | 0.4 | 1.0 | 0.1 | 0.3 | 0.1 | 0.6 | 0.4 | 2.0  |
| 16 | Linton Townes    | 24   | 2  | 0  | 1.0  | 0.5 | 0.5  | 1.000 | 0.0 | 0.0 |      | 0.0 | 0.0 |      | 0.0 | 0.0 | 0.0 | 0.0 | 0.0 | 0.0 | 0.0 | 0.5 | 1.0  |

## Galardones y récords
| Jugador         | Galardón                                                                                          |
| Sidney Moncrief | Mejor Defensor de la NBA 2.º Mejor quinteto de la NBA Mejor quinteto defensivo de la NBA All-Star |